# Ken Jones
Ken Jones (Liverpool, 20 de febrero de 1930-Prescot, 14 de febrero de 2014) fue un actor británico.
Después de trabajar como rotulista y actuando como un aficionado, se entrenó en el RADA y luego se unió al Theatre Workshop de Joan Littlewood. Apareció en muchas películas y programas de televisión y desempeñó un personaje principal en la comedia británica The Squirrels (1974-1977), pero fue más conocido por su papel de 'Horrible' Ives en Porridge. También apareció en The Liver Birds como Uncle Dermot.

## Vida personal
Estuvo casado con la actriz Sheila Fay, también oriunda de Liverpool, desde el 30 de octubre de 1964 hasta su muerte el 31 de agosto de 2013. Jones murió de cáncer intestinal el 13 de febrero de 2014, siete días antes de su 84.º cumpleaños, en un hogar de ancianos en Prescot, Merseyside.

## Filmografía selecta
- The File of the Golden Goose (1969)
- Melody (1971)
- The Wackers (1975)